# کنوانسیون آمریکایی حقوق بشر
کنوانسیون آمریکایی حقوق بشر (انگلیسی: American Convention on Human Rights) که همچنین به کنوانسیون سن خوزه، کاستاریکا معروف است، یک معاهدهٔ حقوق بشری بین‌المللی است که در بسیاری از کشورهای نیم‌کرهٔ غربی به کار می‌رود و در سن خوزه (کاستاریکا) تشکیل شد. کنوانسیون آمریکایی حقوق بشر از جمله معاهدات الزام‌آور منطقه‌ای حقوق بشر است، که در ۲۲ نوامبر ۱۹۶۹ در کنفرانسی بین کشورهای آمریکایی در سان خوزه (کاستاریکا) تأسیس شد و پس از تصویب در معرض کشورهای آمریکایی قرار داده شد تا امضاء کنند، در نهایت در هجدهم ژوئیهٔ ۱۹۷۸ به اجرا گذاشته شد. این سند در ابتدا توسط ۱۱ کشور به امضا رسید. معاهدهٔ سن‌خوزه با معاهدهٔ میثاق بین‌المللی حقوق مدنی و سیاسی و کنوانسیون اروپایی حقوق بشر وجوه مشترک دارند و می‌توان معاهدهٔ سان خوزه را انعکاس حقوق بشر فردی یا حقوق نسل اول در دو معاهدهٔ قبلی دانست.

## محتوا و هدف
این کنوانسیون در قالب یک مقدمه و سه قسمت تدوین یافته تا محتوای کنوانسیون را در اسلوبی که تنظیم کرده ارائه کند. در مقدمه کنوانسیون آمریکایی حقوق بشر به تمایل دولتهای نیمکرهٔ آمریکا به متحد شدن در چهارچوب نهادهای دموکراتیک و ایجاد سیاست آزادی شخصی و عدالت اجتماعی بر مبنای رعایت حقوق اساسی انسان‌ها و ملاحظهٔ اصول حقوق انسانی مندرج در منشور سازمان کشورهای آمریکایی و اعلامیهٔ حقوق بشر آمریکا و تأیید اعلامیه جهانی حقوق بشر اشاره شده و تأکید گردیده که حقوق اساسی انسان ناشی از تعلق او به یک دولت و داشتن ملیت خاص نیست، بلکه از شخصیت انسانی قطع نظر از تعلقات وی ناشی می‌شود و از همین رو مورد حمایت بین‌المللی قرار می‌گیرد.

### هدف دولت‌ها و حقوق ماهوی
بخش اول کنوانسیون شامل پنج فصل می‌باشد و دارای ۳۲ ماده است.فصل اول به تعهدات عام و کلی دولت‌های عضو اشاره نموده که در این راستا مادهٔ یک، تعهد به رعایت حقوق بشر و آزادی‌های به رسمیت شناخته شده در این کنوانسیون و احترام تضمین آنها را نسبت به تمامی انسانها بدون هرگونه تبعیض خواستار شده است. در مادهٔ ۲ نیز لزوم اتخاذ راهکارهای قانونی توسط دولت‌های عضو جهت اجرای مقررات کنوانسیون در سطح داخلی مورد تأکید قرار گرفته است.
فصل دوم تا حدودی گسترده‌تر است و شامل مواد سوم تا بیست و پنجم می‌شود که مطابق آنها مهم‌ترین حقوق مدنی و سیاسی که در سطح سازمان کشورهای آمریکایی به رسمیت شناخته شده در این فصل درج شده است.
به‌طور خلاصه مهم‌ترین حقوق مقرره در این فصل عبارتند از.
1. حق شناسایی در برابر قانون به عنوان شخص
2. حق حیات
3. حق بر رفتار و برخورد انسانی و ممنوعیت شکنجه و رفتارهای غیرانسان، تحقیر آمیز و ظالمانه
4. حق آزادی از بردگی و ممنوعیت کار اجباری و قاچاق زنان
5. حق آزادی شخصی و امنیت خصوصی و ممنوعیت دستگیری و بازداشت خودسرانه
6. حق دادرسی عادلانه، عطف بماسبق نشدن قوانین کیفری
7. حق جبران خسارت
8. حق برخورداری از حریم خصوصی (حق خلوت)
9. حق آزادی وجدان و مذهب
10. حق آزادی فکر و بیان
11. حق پاسخ
12. حق اجتماع و تشکیل اجتماعات مسالمت آمیز
13. حق آزادی تشکیل مجامع
14. حق تشکیل خانواده و ازدواج آزادانه و با رضایت کامل طرفین و بهره‌مندی از حقوق مساوی زوجین در تمامی مراحل عقد و انحلال آن
15. حق داشتن نام
16. حقوق کودک
17. حق تابعیت
18. حق مالکیت، آزادی عبور و مرور و اقامت
19. حق مشارکت در دولت،
20. حق حمایت مساوی
21. حق حمایت قضایی

و… البته بدیهی است که این حقوق و آزادیها برخی مطلق‌اند و برخی هم دارای قیود و محدودیتهایی هستند که حدود و ثغور آنها در مواد مربوط بیان شده است.
فصل سوم کنوانسیون کوتاه بوده و تنها شامل مادهٔ بیست و شش است که در آن بر تعهد دولت‌های عضو به همکاری داخلی و بین‌المللی به ویژه با ماهیت اقتصادی و فنی جهت توسعه تدریجی و تحقق حقوق اقتصادی، اجتماعی و … مندرج در منشور سازمان کشورهای آمریکایی تأکید شده است.
فصل چهارم کنوانسیون شامل مواد بیست و هفتم تا سی و یکم می‌باشد که در آنها به مقرراتی دربارهٔ تعلیق تضمین‌ها تفسیر و اجرای مقررات کنوانسیون تصریح شده است. در بند ماده ۲۷ به امکان تعلیق برخی از حقوق و آزادی‌ها در زمان جنگ و خطر عمومی و دیگر خطرات اضطراری که استقلال و امنیت کشور را تهدید می‌کند اشاره شده و در بند ۲ ماده ۲۷ هم برخی از موارد را برشمرده که از شمول بند ۱ خارج نموده و تعلیق این موارد را به هیچ وجه مجاز نمی‌داند. در مادهٔ ۲۹ نیز محدودیتهایی را در خصوص تغییر مقررات کنوانسیون مقرر نموده تا بدین وسیله از تفسیر کنوانسیون به شکلی که موجب محرومیت شخص یا دولتهای برشمرده شده در این کنوانسیون تصریح شده و آنها را تنها بر اساس قانون و به جهت مصالح عمومی و مطابق با اهدافی که این محدودیتها برای آنها تعیین شده موجه می‌داند.
در فصل پنجم که تنها شامل مادهٔ ۳۲ می‌شود بر رابطهٔ میان تکالیف و حقوق تأکید شده و شخص را در برابر خانواده، جامعه و بشریت مسئول شناخته است.

## تفسیر دادگاه‌ها بین کشورهای آمریکایی
دادگاه بین آمریکایی تفسیر گسترده‌ای از کنوانسیون آمریکایی حقوق بشر را ارائه می‌دهد؛ که با در نظر گرفتن اصل به‌کارگیری منصفانه، تفسیر کامل‌تری را ضمن به‌کارگیری سایر معاهدات و قوانین نرم‌افزاری ارائه می‌کند. نتیجه این است که در عمل، دادگاه آمریکا محتوای کنوانسیون آمریکایی حقوق بشر را اصلاح می‌کند.
به این ترتیب کنوانسیون آمریکایی حقوق بشر ضمن به رسمیت شناختن بسیاری از حقوق ماهوی مهم و بنیادین در راستای اجرای آنها به تدوین مقرراتی در تأسیس دو نهاد نظارتی مهم پرداخته که گام مهمی را در سطح منطقه‌ای در نظام حقوق بشر کشورهای آمریکایی در جهت ترویج تقویت و حمایت از حقوق بشر برداشته است.

## مصوبات

تنها تصویب ACHR
پروتکل اول و تصویب ACHR
دومین پروتکل و تصویب ACHR
هر دو پروتکل و تصویب ACHR
محکوم کردن ACHR

تا تاریخ ۲۰۱۳، ۲۵ کشور از مجموع ۳۵ کشور کنوانسیون آمریکایی حقوق بشر راتصویب کردند، دو کشور محکوم و ۲۳ کشور عضو آن را ترک کردند:
| کشور              | تاریخ تصویب     | پروتکل اضافی اول | پروتکل الحاقی مجازات مرگ | محکوم کردن      |
| ----------------- | --------------- | ---------------- | ------------------------ | --------------- |
| آرژانتین          | ۱۴ اوت ۱۹۸۴     | ۳۰ ژوئن ۲۰۰۳     | ۱۸ ژوئن ۲۰۰۸             |                 |
| باربادوس          | ۵ دسامبر ۱۹۸۱   |                  |                          |                 |
| بولیوی            | ۲۰ ژوئن ۱۹۷۹    | ۱۲ ژوئیهٔ ۲۰۰۶    |                          |                 |
| برزیل             | ۹ ژوئیهٔ ۱۹۹۲    | ۸ اوت ۱۹۹۶       | ۳۱ ژوئیهٔ ۱۹۹۶            |                 |
| شیلی              | ۸ اوت ۱۹۹۰      |                  | ۴ اوت ۲۰۰۸               |                 |
| کلمبیا            | ۲۸ مهٔ ۱۹۷۳      | ۱۰ اکتبر ۱۹۹۷    |                          |                 |
| کاستاریکا         | ۲ مارس ۱۹۷۰     | ۹ سپتامبر ۱۹۹۹   | ۳۰ مارس ۱۹۹۸             |                 |
| دومینیکا          | ۳ ژوئن ۱۹۹۳     |                  |                          |                 |
| جمهوری دومینیکن   | ۲۱ ژانویهٔ ۱۹۷۸  |                  | ۲۷ ژانویهٔ ۲۰۱۱           |                 |
| اکوادور           | ۸ دسامبر ۱۹۹۷   | ۲ فوریهٔ ۱۹۹۳     | ۵ فوریهٔ ۱۹۹۸             |                 |
| السالوادور        | ۲۰ ژوئن ۱۹۷۸    | ۴ مهٔ ۱۹۹۵        |                          |                 |
| گرانادا           | ۱۴ ژوئیهٔ ۱۹۷۸   |                  |                          |                 |
| گواتمالا          | ۲۷ آوریل ۱۹۷۸   | ۳۰ مهٔ ۲۰۰۰       |                          |                 |
| هائیتی            | ۱۴ سپتامبر ۱۹۷۷ |                  |                          |                 |
| هندوراس           | ۵ سپتامبر ۱۹۷۷  | ۱۴ سپتامبر ۲۰۱۱  | ۱۰ نوامبر ۲۰۱۱           |                 |
| جامائیکا          | ۱۹ ژوئیهٔ ۱۹۷۸   |                  |                          |                 |
| مکزیک             | ۲ مارس ۱۹۸۱     | ۸ مارس ۱۹۹۶      | ۲۸ ژوئن ۲۰۰۷             |                 |
| نیکاراگوئه        | ۲۵ سپتامبر ۱۹۷۹ | ۱۵ دسامبر ۲۰۰۹   | ۲۴ مارس ۱۹۹۹             |                 |
| پاناما            | ۸ مهٔ ۱۹۷۸       | ۲۸ اکتبر ۱۹۹۲    | ۲۷ ژوئن ۱۹۹۱             |                 |
| پاراگوئه          | ۱۸ اوت ۱۹۸۹     | ۲۸ مهٔ ۱۹۹۷       | ۳۱ اکتبر ۲۰۰۰            |                 |
| پرو               | ۱۲ ژوئیهٔ ۱۹۷۸   | ۱۷ مهٔ ۱۹۹۵       |                          |                 |
| سورینام           | ۱۲ دسامبر ۱۹۸۷  | ۲۸ فوریهٔ ۱۹۹۰    |                          |                 |
| ترینیداد و توباگو | ۴ آوریل ۱۹۹۱    |                  |                          | ۲۶ مهٔ ۱۹۹۸      |
| اروگوئه           | ۲۶ مارس ۱۹۸۵    | ۲۱ دسامبر ۱۹۹۵   | ۸ فوریهٔ ۱۹۹۴             |                 |
| ونزوئلا           | ۲۳ ژوئن ۱۹۷۷    |                  | ۲۴ اوت ۱۹۹۲              | ۱۰ سپتامبر ۲۰۱۲ |